# Stadio Vivaldo Lima
L'Estádio Vivaldo Lima, comunemente noto con il suo soprannome Vivaldão, era uno stadio polivalente sito a Manaus, in Brasile.
Costruito tra il 1958 e il 1970, fu utilizzato in particolare per le partite di calcio. Lo stadio conteneva 31 000 posti a sedere.
Il Vivaldão era di proprietà del governo dello Stato di Amazonas. L'impianto fu demolito in vista dei Mondiali di Brasile 2014 e ricostruito con il nome di Arena da Amazônia.